# Giulio Angioni
Giulio Angioni (ur. 28 października 1939 w Guasili na Sardynii, zm. 12 stycznia 2017 w Cagliari) – włoski pisarz i antropolog.

## Twórczość
- L'oro di Fraus, Editori Riuniti 1988
- Il sale sulla ferita, Marsilio 1990
- Una ignota compagnia, Feltrinelli 1992
- La casa della palma, Avagliano 2000
- Millant'anni, Il Maestrale 2002
- Des milliers d'années, Editions du Revif 2008
- Il mare intorno, Sellerio 2003
- Alba dei giorni bui, Il Maestrale 2005, 2009, Premio Dessì 2005
- Assandira, Sellerio 2004
- Le fiamme di Toledo, Sellerio 2006, Premio Mondello 2006
- La pelle intera, Il Maestrale 2007
- Afa, Sellerio 2008
- Tempus, CUEC 2008
- Gabbiani sul Carso, Sellerio 2010
- Doppio cielo, Il Maestrale 2010
- Il dito alzato, Sellerio 2012
- Sulla faccia della terra 2015